# 32-га паралель північної широти
32-га паралель північної широти — лінія широти, що лежить на 32 градуси північніше земної екваторіальної площини. Вона проходить через Північну Африку, Азію, Тихий океан, Північну Америку та Атлантичний океан.
Через паралель проходить частина кордону між Нью-Мексико та Техасом в США
З 27 серпня 1992 року по 4 вересня 1996 року паралель визначила межу південної безпольотної зони в Іраку в рамках операції «Південна Варта». Потім ця межа була перенесена на 33-тю паралель північної широти.
На цій широті під час літнього сонцестояння сонце видно 14 годин 15 хвилин, а під час зимового сонцестояння — 10 годин 3 хвилини.

## Список географічних об'єктів, що перетинає 32° пн. ш.
Починаючи з Гринвіцького меридіану та рухаючись на схід, 32-га паралель північної широти проходить через:
| Координати                                                   | Країна, територія або море | Примітки |
| ------------------------------------------------------------ | -------------------------- | --- |
| 32°0′ пн. ш. 0°0′ сх. д. / 32.000° пн. ш. 0.000° сх. д.      | Алжир                      | Проходить північніше Уаргли |
| 32°0′ пн. ш. 9°8′ сх. д. / 32.000° пн. ш. 9.133° сх. д.      | Туніс                      | |
| 32°0′ пн. ш. 10°47′ сх. д. / 32.000° пн. ш. 10.783° сх. д.   | Лівія                      | |
| 32°0′ пн. ш. 15°21′ сх. д. / 32.000° пн. ш. 15.350° сх. д.   | Середземне море            | Затока Сідра |
| 32°0′ пн. ш. 19°58′ сх. д. / 32.000° пн. ш. 19.967° сх. д.   | Лівія                      | |
| 32°0′ пн. ш. 24°49′ сх. д. / 32.000° пн. ш. 24.817° сх. д.   | Середземне море            | |
| 32°0′ пн. ш. 34°44′ сх. д. / 32.000° пн. ш. 34.733° сх. д.   | Ізраїль                    | Проходить через Міжнародний аеропорт імені Бен-Ґуріона |
| 32°0′ пн. ш. 35°0′ сх. д. / 32.000° пн. ш. 35.000° сх. д.    | Палестина                  | Проходитт через Західний берег річки Йордан |
| 32°0′ пн. ш. 35°32′ сх. д. / 32.000° пн. ш. 35.533° сх. д.   | Йорданія                   | Проходить північніше Аммана |
| 32°0′ пн. ш. 39°0′ сх. д. / 32.000° пн. ш. 39.000° сх. д.    | Саудівська Аравія          | |
| 32°0′ пн. ш. 40°6′ сх. д. / 32.000° пн. ш. 40.100° сх. д.    | Ірак                       | Проходить через Ед-Діванію |
| 32°0′ пн. ш. 47°42′ сх. д. / 32.000° пн. ш. 47.700° сх. д.   | Іран                       | |
| 32°0′ пн. ш. 60°50′ сх. д. / 32.000° пн. ш. 60.833° сх. д.   | Афганістан                 | |
| 32°0′ пн. ш. 69°18′ сх. д. / 32.000° пн. ш. 69.300° сх. д.   | Пакистан                   | Белуджистан — приблизно на 16 км Хайбер-Пахтунхва Пенджаб |
| 32°0′ пн. ш. 74°50′ сх. д. / 32.000° пн. ш. 74.833° сх. д.   | Індія                      | Пенджаб Гімачал-Прадеш |
| 32°0′ пн. ш. 78°44′ сх. д. / 32.000° пн. ш. 78.733° сх. д.   | КНР                        | Тибет Цинхай Тибет — приблизно на 12 км Цинхай — приблизно на 6 км Тибет — приблизно на 6 км Цинхай — приблизно на 4 км Тибет Сичуань Чунцін Шеньсі Хубей Хенань Аньхой Цзянсу — проходить південніше Нанкіна |
| 32°0′ пн. ш. 121°45′ сх. д. / 32.000° пн. ш. 121.750° сх. д. | Східнокитайське море       | |
| 32°0′ пн. ш. 130°11′ сх. д. / 32.000° пн. ш. 130.183° сх. д. | Японія                     | Проходить через остров Кюсю |
| 32°0′ пн. ш. 131°30′ сх. д. / 32.000° пн. ш. 131.500° сх. д. | Тихий океан                | |
| 32°0′ пн. ш. 116°51′ зх. д. / 32.000° пн. ш. 116.850° зх. д. | Мексика                    | Проходить північніше Енсенади |
| 32°0′ пн. ш. 113°12′ зх. д. / 32.000° пн. ш. 113.200° зх. д. | США                        | Аризона Нью-Мексико Становить кордон між Нью-Мексико та Техасом Техас — проходить через Мідленд та Гіллсборо Луїзіана Міссісіпі Алабама Джорджія — проходить через Саванну                                    |
| 32°0′ пн. ш. 80°50′ зх. д. / 32.000° пн. ш. 80.833° зх. д.   | Атлантичний океан          | Проходить південніше Бермудських Островів · Проходить південніше островів Дезерташ, Мадейра, Португалія |
| 32°0′ пн. ш. 9°22′ зх. д. / 32.000° пн. ш. 9.367° зх. д.     | Марокко                    | |
| 32°0′ пн. ш. 2°56′ зх. д. / 32.000° пн. ш. 2.933° зх. д.     | Алжир                      | |